# IRAS 16293-2422
IRAS 16293-2422 sind zwei junge Doppelsterne im Sternbild Schlangenträger. Die Sterne liegen in der Rho-Ophiuchi-Wolke, welche als Sternentstehungsgebiet gilt, und sind etwa 400 Lichtjahre von der Erde entfernt. IRAS 16293-2422 wurde vom IRAS-Teleskop im Jahr 1983 in den Infrarot-Bändern 25, 60 und 100 Mikrometer entdeckt. Im Jahr 1989 und 1992 zeigte die Forschung, dass es ein Doppelstern ist mit 1629a und einer Masse von 0,6 Sonnenmasse und 1629b mit einer Masse von 0,9 Sonnenmassen ist. Der Abstand zwischen den beiden Sternen beträgt etwa 800 Astronomische Einheiten. Das System wird von Gas und Staub umkreist, welcher aus Propionitril, Ameisensäuremethylester, Ameisensäure und Siliciummonoxid besteht. Mit Hilfe des Siliciummonoxid wurde herausgefunden, dass es zwei in entgegengesetzte Richtung drehende Scheiben gibt. Im Jahr 2012 wurde herausgefunden, dass in den Scheiben auch Glycolaldehyd vorkommt, die erste in einem so jungen System entdeckte Substanz, die den Zuckern zugerechnet werden kann.
2017 fand man mit dem Mikrowellenobservatorium ALMA um die sehr jungen sonnenähnlichen Sterne das organische Molekül Methylisocyanat. Dies Molekül spielt eine Rolle bei der Synthese von Peptiden und Aminosäuren und stellt damit einen chemischen Baustein für die Entwicklung von Leben dar. Es handelt sich um die erste Entdeckung des präbiotischen Moleküls in einem solchen System, das ähnliche Bedingungen wie unser Sonnensystem vor etwa 4,5 Milliarden Jahren aufweist. Es wurde in den warmen, dichten inneren Gebieten des Staub- und Gaskokons entdeckt.